# Mr.FULLSWING強棒出擊
《野球長打王》（ミスターフルスイング）是日本漫畫家鈴木信也創作的搞笑棒球漫畫，自《週刊少年Jump》2001年23號連載至2006年23號。故事敘述主角猿野天國加入十二支棒球社，並在埼玉縣初選大會奮鬥的故事。作者在正經訓練及比賽中，加入了非常多無厘頭的笑點，以及引用其他漫畫與時事哏，但也不失棒球比賽的熱血。

## 故事
20年前，埼玉縣立十二支高中棒球員村中紀洋於在校時期締造了兩項傳說－

第一個傳說，擊出飛越整個運動場並砸中校舍時鐘的超大號160公尺全壘打，遭到擊壞的大鐘從此停在3點3分；第二個傳說，帶領十二支高中棒球隊連續三年奪下甲子園冠軍。

職業選手期間也相繼在日本及美國的球場上發光發熱。
20年後，猿野天國進了這間早淪落成為無法進入甲子園的弱小球隊的十二支高中。他因愛慕的女生被棒球隊員搶走，而對「棒球」這項運動懷恨在心，卻在與棒球隊經理鳥居風一見鍾情下，下定決心加入棒球隊。
就在此刻，停了長達20年的校舍大鐘無聲無息地開始轉動了...。

## 小説
- Mr. FULLSWING 伝説開幕!

著者：千葉克彦、2004年3月22日発売、ISBN 978-4087031393
- Mr. FULLSWING 黒き烈風!新たなる伝説

著者：子安秀明、2005年8月22日発売、ISBN 978-4087031591

## 外部連結
- ─Mr.FULLSWING スポーツ新聞【フルスポ】─（日語）